# Circoscrizione Benevento-Campobasso
La circoscrizione Benevento-Campobasso (o circoscrizione XXII) era una circoscrizione elettorale italiana per l'elezione dell'Assemblea Costituente, nel 1946.
Comprendeva le province di Benevento e di Campobasso.
Era prevista dalla Tabella A di cui al decreto legislativo luogotenenziale 10 marzo 1946, n. 74.
Nel 1948 la circoscrizione fu soppressa: la provincia di Benevento fu inglobata nella circoscrizione Benevento-Avellino-Salerno, insieme alle province di Avellino e di Salerno (già ricomprese nella circoscrizione Salerno-Avellino); la provincia di Campobasso venne a coincidere con la circoscrizione di Campobasso.
Di seguito i risultati di lista e i deputati eletti, ordinati secondo il numero di preferenze ottenute.

## Elezioni politiche 1946
| Liste                                           | Voti    | %     | Seggi |
| ----------------------------------------------- | ------- | ----- | ----- |
| Democrazia Cristiana                            | 135.408 | 41,15 | 4     |
| Unione Democratica Nazionale                    | 86.902  | 26,41 | 2     |
| Fronte dell'Uomo Qualunque                      | 37.395  | 11,36 | 1     |
| Partito Socialista Italiano di Unità Proletaria | 24.563  | 7,46  | -     |
| Partito Comunista Italiano                      | 14.619  | 4,44  | -     |
| Partito Repubblicano Italiano                   | 12.155  | 3,69  | -     |
| Blocco Nazionale della Libertà                  | 10.225  | 3,11  | -     |
| Partito d'Azione                                | 7.082   | 2,15  | -     |
| Unione Nazionale Sinistrati di Guerra           | 710     | 0,22  | -     |
| Totale                                          | 329.059 |       | 7     |

| Democrazia Cristiana                                                                              | Unione Democratica Nazionale         | Fronte dell'Uomo Qualunque |
| ------------------------------------------------------------------------------------------------- | ------------------------------------ | -------------------------- |
| - Giambattista Bosco Lucarelli - Michele Camposarcuno - Giovanni Ciampitti - Giovanni Perlingieri | - Raffaele De Caro - Antonio Cifaldi | - Francesco Colitto        |

- Nicolò Carandini, eletto nel collegio unico nazionale, rassegna le dimissioni il 16.07.1946; Raffaele De Caro risulta così plurieletto e opta per il collegio unico nazionale. Di conseguenza, il 17.07.1946 è proclamato eletto Renato Morelli.